# NGC 5479
NGC 5479 este o galaxie activă situată în constelația Ursa Mică. A fost descoperită în 11 iunie 1884 de către Lewis A. Swift.